# 糙叶千里光
糙叶千里光（学名：Senecio asperifolius）是菊科千里光属的植物，是中国的特有植物。分布在中国大陆的四川、贵州、云南等地，生长于海拔690米至2,450米的地区，多生在干旱草时及岩石山坡，目前尚未由人工引种栽培。